# Drei Gleichen (gmina)
Drei Gleichen – gmina w Niemczech, w kraju związkowym Turyngia, w powiecie Gotha.
6 lipca 2018 do gminy przyłączono gminę Günthersleben-Wechmar, która stała się automatycznie jej częścią. Od tego samego dnia gmina pełni funkcję "gminy realizującej" (niem. "erfüllende Gemeinde") dla gminy wiejskiej Schwabhausen.

## Współpraca
Miejscowość partnerska:
- Oberboihingen, Badenia-Wirtembergia (kontakty utrzymuje dzielnica Seebergen)
- Reiskirchen, Hesja (kontakty utrzymuje dzielnica Wandersleben)